# Добершюц (коммуна)
Добершюц (нем. Doberschütz) — община в Германии, в земле Саксония. Подчиняется административному округу Лейпциг. Входит в состав района Северная Саксония.
Население составляет 4300 человек (на 31 декабря 2010 года). Занимает площадь 79,81 км².

## Известные уроженцы
- Вислиценус, Густав-Адольф (1803—1875) — немецкий протестантский богослов.